# Now You See It...
Now You See It... é um filme estadunidense de 2005 dirigido por Duwayne Dunham.

## Sinopse

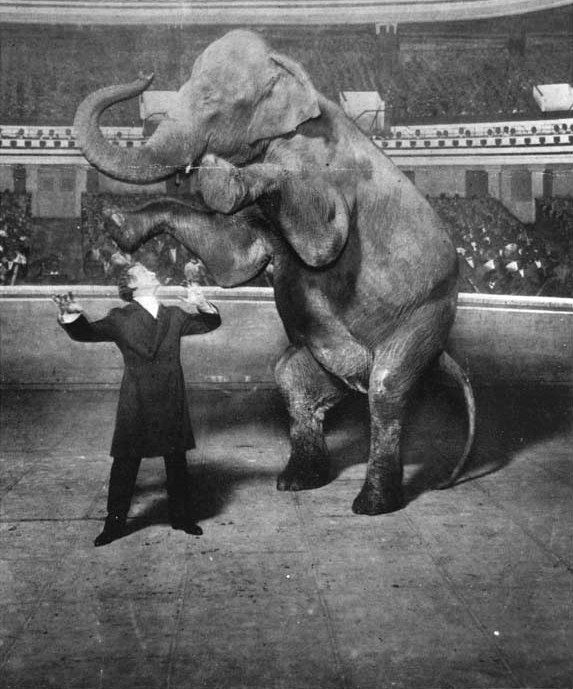
A mágica tentada por Danny.

Allyson resolve ser uma dos três produtores de um reality show sobre crianças mágicas. Depois de presenciar, malsucedidamente: um escape de uma camisa de força (o mágico foi parar na lata de lixo), um bolo automático (sua cabeça ficou suja de ovos, farinha e leite), entre outros, ela vai em Danny, que quer estourar um balão e aparecer uma pomba. Ele não consegue, mas, quando ela abre o porta-malas, várias pombas aparecem.
Eles tinham que, primeiro, fazer um truque usando somente um cobertor, uma vassoura, uma corda, uma bola e um aquário. Danny acrescentou neve e tirou uma nota 3. Hunter, outro competidor, tendo Danny como assistente, sumiu do palco e apareceu em uma roda giratória, tirando um 10.
De noite, todos procuraram um alçapão, sem sucesso de achá-lo, sabendo que Danny fez o truque. Na prova seguinte, tinham que reproduzir uma mágica clássica, Danny ficando com Harry Houdini. Danny acha uma biblioteca secreta e revela ser um mágico de verdade para Alyson. Ele tenta fazer o truque do sumiço do elefante. Sem um elefante, ele fantasia Brandon, que aparece curtindo um touro mecânico.
Isso chama atenção de três homens da sociedade dos céticos e uma vidente. Ele levita na cadeira e Max o desmascara. Allyson briga com ele, dizendo que ele mentiu e resolve ver o vídeo da pomba. Elas aparecem no ar.
Ela tenta apologizar Danny e o acha com Max o revelando ser um mágico verídico. Ele dá um anel para "ajudar Danny a controlar seus poderes". Danny sai e ela fica, vendo-o confessar para Paul, mentor de Allyson que Max usou o anel para matar Sr. De Millo, o dono da mansão. Allyson filma tudo.
Allyson tenta provar, mas Max forja a fita e ela é mandada para a casa para descansar. Ela descobre uma foto de De Millo morto com o anel de Danny.
Allyson volta para salvar Danny e ele é visto levitando um peso. O peso ia cair sobre Danny, mas ele levitou de volta sem que a platéia descobrisse que estava vendo uma batalha. Max desaparece e Danny se esconde, teletransportando Allyson sempre com ele.